# Elygea materna
Elygea materna is een vlinder uit de familie van de spinneruilen (Erebidae).